# 天安中國
天安中國投資有限公司（簡稱天安中國），(港交所：0028)，為一間中国房地产开发、酒店投资及管理、物业管理、建筑材料的控股公司，公司註冊地於香港。

## 历史
主要经营范围包括：在中国开发高档住宅、别墅、办公楼及商用物业、物业投资及物业管理。
天安中國於1987年正式於香港聯交所上市，成為香港首批中国概念的上市公司。
該公司以於中国投資房地产為主，當中在华北、华东及华南較多項目，較大型的包括上海天安中心、大连天安国际大厦、深圳天安数码城等。
現時，集團於香港註冊，而主席兼非執行董事為李成輝，而公司的大股東為新鴻基有限公司。
天安数码城（集团）有限公司成立于1990年，由香港天安中国投资有限公司（股票代码H.K.0028）和深业泰然（集团）股份有限公司合资成立

## 管理層
- 執行董事[1]
  - 宋增彬先生(副主席)
  - 李成偉先生(董事總經理)
  - 馬申先生(副總裁)
  - 勞景祐先生
  - 杜燦生先生

- 非執行董事
  - 李成輝先生(主席)
  - 鄭慕智博士

- 獨立非執行董事
  - 鄭鑄輝先生
  - 金惠志先生
  - 魏華生先生
  - 楊麗琛女士

## 公司動態
2016年7月,天安中國以 16.416億港元出售子公司 Full Choice 與陽光城控股。此交易為天安中國帶來約15.81億元收益,作一般營運資金之用。
2016年9月22日天安中國以每股2.75元收購丹楓控股36.45%股權, 相當於4億5289萬股, 總代價12億4545萬元.

## 外部連結
- 天安中國官網 （页面存档备份，存于）
- 天安數碼城 （页面存档备份，存于）
- 上海：一掷20亿 天安中国长寿路项目规划出炉（东方早报）[永久]